# Verbesina pauciramea
Verbesina pauciramea là một loài thực vật có hoa trong họ Cúc. Loài này được Sagást., S.Leiva & P. Lezama miêu tả khoa học đầu tiên năm 1996.